# Tall ‘Arbīd
Tall ‘Arbīd är en kulle i Syrien.   Den ligger i provinsen al-Hasakah, i den nordöstra delen av landet, 600 kilometer nordost om huvudstaden Damaskus. Toppen på Tall ‘Arbīd är 393 meter över havet, eller 12 meter över den omgivande terrängen. Bredden vid basen är 0,46 km.
Terrängen runt Tall ‘Arbīd är platt, och sluttar söderut. Runt Tall ‘Arbīd är det ganska tätbefolkat, med 179 invånare per kvadratkilometer.. 
Omgivningarna runt Tall ‘Arbīd är i huvudsak ett öppet busklandskap.